# Liste der Kulturdenkmäler in Hamburg-Rissen
Die Liste der Kulturdenkmäler in Hamburg-Rissen enthält die in der Denkmalliste ausgewiesenen Denkmäler auf dem Gebiet des Stadtteils Rissen der Freien und Hansestadt Hamburg.
Basis ist der Datensatz Denkmalliste Hamburg auf dem Transparenzportal Hamburg. Dieser enthält alle Objekte, die rechtskräftig nach dem Hamburger Denkmalschutzgesetz vom 5. April 2013 unter Denkmalschutz stehen (§ 6 Abs. 1 DSchG HA) oder zumindest zeitweise standen. Die Denkmalliste steht auch als PDF-Dokument zur Verfügung. Alle Denkmäler in Rissen, die schon nach dem Denkmalschutzgesetz vom 3. Dezember 1973, zuletzt geändert am 27. November 2007, unter Denkmalschutz standen, sind auch auf der Liste der Kulturdenkmäler im Hamburger Bezirk Altona zu finden.

## Legende
- ID: Gibt die vom Denkmalschutzamt Hamburg vergebene Objekt-ID (Identifikationsnummer) des Kulturdenkmals an, (in Klammern gegebenenfalls die Denkmalnummer nach altem Denkmalschutzgesetz).
- Adresse: Nennt den Straßennamen und, wenn vorhanden, die Hausnummer des Kulturdenkmals. Die Grundsortierung der Liste erfolgt nach dieser Adresse.
- Art: Zeigt an, ob es ein Objekt („O“) oder ein Ensemble („E“) ist.
- Datierung: Gibt die Datierung an; das Jahr der Fertigstellung bzw. den Zeitraum der Errichtung.
- Ensemble: Gibt die Nummer des Ensembles an, zu der das Objekt gehört, bzw. bei Ensembles die Nummer des Ensembles selbst.

Hinweis: Die Grundsortierung der Liste erfolgt nach der Adresse und ist alternativ nach ID, Art (Objekt oder Ensemble), Typ, Datierung, Entwurf oder Kurzbeschreibung sortierbar.

| ID           | Adresse | Art | Typ                                                                | Kurzbeschreibung | Datierung                                           | Entwurf                                                  | Ensemble | Bild           |
| ------------ | --- | --- | ------------------------------------------------------------------ | --- | --------------------------------------------------- | -------------------------------------------------------- | -------- | -------------- |
| 29449        | Am Leuchtturm 13 (Lage)                                                                                                   | O   | Wohnhaus (mit Atelier); Einfriedung, Garten                        | Wohnhaus mit gärtnerisch gestalteter Umgebung                                                                                         | 1961                                                | Ohrt, Timm                                               |          |                |
| 17406 (1420) | Am Leuchtturm 15c (Lage)                                                                                                  | O   | Leuchtturm                                                         | Leuchtturm Tinsdal | 1899                                                |                                                          | 30441    |                |
| 30441        | Am Leuchtturm 15c, Rissener Ufer o.Nr. (Lage)                                                                             | E   |                                                                    | Leuchttürme Tinsdal und Wittenberge                                                                                                   |                                                     |                                                          | 30441    | BW             |
| 29410 (1364) | Gudrunstraße 120 (Lage)                                                                                                   | O   | Landhaus; Gartenpavillon                                           | Landhaus und Gartenpavillon | 1913 {1931 (Umbau Wohnhaus)}                        | Rzekonski, William/Rzekonski, Rudolf                     |          |                |
| 16707 (880)  | Gudrunstraße 69 (Lage) | O   | Landhaus                                                           | | 1938                                                | Gutschow, Konstanty                                      |          | BW             |
| 29452        | Gudrunstraße o.Nr. (Lage)                                                                                                 | O   | Denkmalanlage, Kriegerdenkmal (Kriegerdenkmal 1914/18 und 1939/45) | Gudrunstraße, Kriegerdenkmalanlage 1914/18 mit Granitfindling unter einer Eiche und zwei Granitsteine mit Namen in kleiner Grünanlage | 20. Jh., 2. Viertel; 1953 (Ergänzung/Neugestaltung) |                                                          |          |                |
| 30480        | Herwigredder 66, Iserbarg 2 (Lage)                                                                                        | O   | Schule (Schulgebäude; Laubengang; Skulptur (im Hof des Altbaus))   | Schule Iserbarg, Schulgebäude (1. Bauabschnitt) mit Laubengang, Wandrelief und Skulptur "Lesender Knabe" im Hof                       | 1951/52                                             |                                                          |          | weitere Bilder |
| 16969        | In de Bargen 59 (Lage) | O   | Clubhaus                                                           | | 1930                                                | Elinigius & Schramm (Elingius, Erich/Schramm, Gottfried) |          | BW             |
| 29409        | Leuchtfeuerstieg 2 (Lage)                                                                                                 | O   | Einfamilienhaus; Garage                                            | Einfamilienhaus mit Garage | 1965                                                | Ohrt, Timm                                               |          |                |
| 30443        | Mechelnbusch 1, 2, 3, 4, 5, 6, 7, 8, 9, 10, 11, 12, 13, 14, 15, 16, 17, 18, 19, 20, 21, 22, 23, 24, 25, 26, 27, 29 (Lage) | E   |                                                                    | Mechelnbusch 1-29, 2-26 |                                                     |                                                          | 30443    | weitere Bilder |
| 16968 (1276) | Mechelnbusch 1 (Lage) | O   | Wohngebäude                                                        | | 1949                                                | Corleis & Graaf (Corleis, Max/Graaf, Heinz)              | 30443    |                |
| 16970 (1276) | Mechelnbusch 3 (Lage) | O   | Wohngebäude                                                        | | 1949                                                | Corleis & Graaf (Corleis, Max/Graaf, Heinz)              | 30443    |                |
| 17502 (1276) | Mechelnbusch 4 (Lage) | O   | Wohngebäude                                                        | | 1949                                                | Corleis & Graaf (Corleis, Max/Graaf, Heinz)              | 30443    |                |
| 17492 (1276) | Mechelnbusch 5 (Lage) | O   | Wohngebäude                                                        | | 1949                                                | Corleis & Graaf (Corleis, Max/Graaf, Heinz)              | 30443    |                |
| 17495 (1276) | Mechelnbusch 6 (Lage) | O   | Wohngebäude                                                        | | 1949                                                | Corleis & Graaf (Corleis, Max/Graaf, Heinz)              | 30443    |                |
| 17491 (1276) | Mechelnbusch 7 (Lage) | O   | Wohngebäude                                                        | | 1949                                                | Corleis & Graaf (Corleis, Max/Graaf, Heinz)              | 30443    |                |
| 17501 (1276) | Mechelnbusch 8 (Lage) | O   | Wohngebäude                                                        | | 1949                                                | Corleis & Graaf (Corleis, Max/Graaf, Heinz)              | 30443    |                |
| 17490 (1276) | Mechelnbusch 9 (Lage) | O   | Wohngebäude                                                        | | 1949                                                | Corleis & Graaf (Corleis, Max/Graaf, Heinz)              | 30443    |                |
| 17500 (1276) | Mechelnbusch 10 (Lage) | O   | Wohngebäude                                                        | | 1949                                                | Corleis & Graaf (Corleis, Max/Graaf, Heinz)              | 30443    |                |
| 17489 (1276) | Mechelnbusch 11 (Lage) | O   | Wohngebäude                                                        | | 1949                                                | Corleis & Graaf (Corleis, Max/Graaf, Heinz)              | 30443    |                |
| 17499 (1276) | Mechelnbusch 12 (Lage) | O   | Wohngebäude                                                        | | 1949                                                | Corleis & Graaf (Corleis, Max/Graaf, Heinz)              | 30443    |                |
| 17488 (1276) | Mechelnbusch 13 (Lage) | O   | Wohngebäude                                                        | | 1949                                                | Corleis & Graaf (Corleis, Max/Graaf, Heinz)              | 30443    |                |
| 17498 (1276) | Mechelnbusch 14 (Lage) | O   | Wohngebäude                                                        | | 1949                                                | Corleis & Graaf (Corleis, Max/Graaf, Heinz)              | 30443    |                |
| 17487 (1276) | Mechelnbusch 15 (Lage) | O   | Wohngebäude                                                        | | 1949                                                | Corleis & Graaf (Corleis, Max/Graaf, Heinz)              | 30443    |                |
| 17497 (1276) | Mechelnbusch 16 (Lage) | O   | Wohngebäude                                                        | | 1949                                                | Corleis & Graaf (Corleis, Max/Graaf, Heinz)              | 30443    |                |
| 17486 (1276) | Mechelnbusch 17 (Lage) | O   | Wohngebäude                                                        | | 1949                                                | Corleis & Graaf (Corleis, Max/Graaf, Heinz)              | 30443    |                |
| 17496 (1276) | Mechelnbusch 18 (Lage) | O   | Wohngebäude                                                        | | 1949                                                | Corleis & Graaf (Corleis, Max/Graaf, Heinz)              | 30443    |                |
| 17485 (1276) | Mechelnbusch 19 (Lage) | O   | Wohngebäude                                                        | | 1949                                                | Corleis & Graaf (Corleis, Max/Graaf, Heinz)              | 30443    |                |
| 16971 (1276) | Mechelnbusch 2 (Lage) | O   | Wohngebäude                                                        | | 1949                                                | Corleis & Graaf (Corleis, Max/Graaf, Heinz)              | 30443    |                |
| 16986 (1276) | Mechelnbusch 20 (Lage) | O   | Wohngebäude                                                        | | 1949                                                | Corleis & Graaf (Corleis, Max/Graaf, Heinz)              | 30443    |                |
| 17484 (1276) | Mechelnbusch 21 (Lage) | O   | Wohngebäude                                                        | | 1949                                                | Corleis & Graaf (Corleis, Max/Graaf, Heinz)              | 30443    |                |
| 16985 (1276) | Mechelnbusch 22 (Lage) | O   | Wohngebäude                                                        | | 1949                                                | Corleis & Graaf (Corleis, Max/Graaf, Heinz)              | 30443    |                |
| 17483 (1276) | Mechelnbusch 23 (Lage) | O   | Wohngebäude                                                        | | 1949                                                | Corleis & Graaf (Corleis, Max/Graaf, Heinz)              | 30443    |                |
| 16984 (1276) | Mechelnbusch 24 (Lage) | O   | Wohngebäude                                                        | | 1949                                                | Corleis & Graaf (Corleis, Max/Graaf, Heinz)              | 30443    |                |
| 17482 (1276) | Mechelnbusch 25 (Lage) | O   | Wohngebäude                                                        | | 1949                                                | Corleis & Graaf (Corleis, Max/Graaf, Heinz)              | 30443    |                |
| 16983 (1276) | Mechelnbusch 26 (Lage) | O   | Wohngebäude                                                        | | 1949                                                | Corleis & Graaf (Corleis, Max/Graaf, Heinz)              | 30443    |                |
| 16980 (1276) | Mechelnbusch 27 (Lage) | O   | Wohngebäude                                                        | | 1949                                                | Corleis & Graaf (Corleis, Max/Graaf, Heinz)              | 30443    |                |
| 16982 (1276) | Mechelnbusch 29 (Lage) | O   | Wohngebäude                                                        | | 1949                                                | Corleis & Graaf (Corleis, Max/Graaf, Heinz)              | 30443    |                |
| 16967 (1501) | Raalandsweg 2 (Lage) | O   | Wohnhaus                                                           | | 18. Jh.; 1919 (Umbau)                               | Nicht ermittelt; Bensel, Carl Gustav (Umbau)             |          |                |
| 16966        | Rissener Dorfstraße 2 (Lage)                                                                                              | O   | Kirche                                                             | Johanneskirche | 1936                                                | Bensel, Carl Gustav                                      | 30442    | weitere Bilder |
| 30442        | Rissener Dorfstraße 2, 4 (Lage)                                                                                           | E   |                                                                    | Johanneskirche Rissener Dorfstraße |                                                     |                                                          | 30442    | weitere Bilder |
| 16981        | Rissener Dorfstraße 4 (Lage)                                                                                              | O   | Kirche                                                             | Johanneskirche | 1936                                                | Bensel, Carl Gustav                                      | 30442    |                |
| 16965 (1420) | Rissener Ufer o.Nr. (Lage)                                                                                                | O   | Leuchtturm                                                         | Leuchtturm Wittenbergen | 1899–1900                                           |                                                          | 30441    |                |
| 29407 (1072) | Sandmoorweg 85 (Lage) | O   | Landhaus; Stallgebäude; Garten                                     | Landhaus mit Garten | 1909 (Umbau)                                        | Ladiges, J. (Umbau)                                      |          | BW             |
| 29408 (1363) | Suurheid 20 (Lage) | O   | Kaserne                                                            | Ensemble Krankenhaus Rissen mit Gebäuden der ehem. Kaserne                                                                            | 1939                                                |                                                          |          | weitere Bilder |
| 29063        | Tinsdaler Heideweg 130 (Lage)                                                                                             | O   | Wohnwirtschaftsgebäude                                             | | 1911                                                |                                                          |          |                |
| 16963        | Wedeler Landstraße 2 (Lage)                                                                                               | O   | Schulgebäude                                                       | | 1875; 1908/1912/1924 (Erweiterungen)                |                                                          |          | weitere Bilder |
| 16964 (1710) | Wedeler Landstraße 3 (Lage)                                                                                               | O   | Altenteiler                                                        | | 1800 um; 1934 (Umbau); 1938 (Umbau)                 | Nicht ermittelt; Bensel, Carl Gustav (Umbau)             |          |                |
| 29907 (1915) | Wedeler Landstraße 53a, 53b, 53c, 53d, 53e, 53f, 53g, 53h, 53k (Lage)                                                     | O   | Läden/Geschäftspavillons (Ladenzentrum)                            | Ladenzentrum | 1968/69                                             | Kallmorgen, Werner                                       |          | weitere Bilder |
| 29450 (1428) | Wittenbergener Weg 110 (Lage)                                                                                             | E   |                                                                    | |                                                     |                                                          | 29450    | weitere Bilder |
| 39089 (1428) | Wittenbergener Weg 110 (Lage)                                                                                             | O   | Landhaus                                                           | Freiluftschule | 1921; 1925 (Anbau)                                  | Bensel & Kamps (Bensel, Carl Gustav/Kamps, Johann)       | 29450    |                |
| 39090 (1428) | Wittenbergener Weg 110 (Lage)                                                                                             | O   | Park                                                               | Freiluftschule (Park) | 1906/1907; 1913; u. a.                              | Jürgens, Rudolph (u. a.)                                 | 29450    |                |
| 39091 (1428) | Wittenbergener Weg 110 (Lage)                                                                                             | O   | Gartenpavillon                                                     | Freiluftschule (Pavillon) | 20. Jh., 1. Drittel                                 |                                                          | 29450    |                |